# Lamprosema ranalis
Lamprosema ranalis là một loài bướm đêm trong họ Crambidae.